# Eili Harboe
Eili Harboe  (16 de agosto de 1994) es una actriz noruega. Nació en Stavanger.
Protagonizó la película de Joachim Trier de 2017, Thelma. Thelma y su actuación recibieron críticas positivas por parte de la prensa noruega.
El 25 de noviembre de 2017, fue galardonada con el premio Astor por Mejor Actriz en el 32° Festival Internacional de Cine de Mar del Plata.

## Filmografía
- The Orheim Company (2012) (como Irene)
- Kiss Me You Fucking Moron (2013) (como Tale)
- The Wave (2015) (como Vibeke)
- Doktor Proktors tidsbadekar (2015) (como Jeanne d'Arc)
- La leyenda del gigante de la montaña (2017) (como la princesa Kristin)
- Thelma (2017) (como Thelma)
- The Architect (2023) (como Julie)